# بریان آدامز
بریان آدامز (انگلیسی: Brian Adams (footballer)؛ زادهٔ ۱۸ مهٔ ۱۹۴۷) یک بازیکن فوتبال اهل انگلستان است. 
از باشگاه‌هایی که در آن بازی کرده‌است می‌توان به باشگاه فوتبال ویمبلدون اشاره کرد.